# Liberation Transmission
Albums de Lostprophets
Start Something
(2004) The Betrayed
(2010)
Liberation Transmission est le nom du 3e album studio des Lostprophets. Il est sorti le 26 juin 2006. Cet album marque le départ du premier batteur, Mike Chiplin, remplacé par Ilan Rubin.

## Liste des chansons
1. Everyday Combat – 5:11
2. A Town Called Hypocrisy – 3:39
3. The New Transmission – 3:32
4. Rooftops (A Liberation Broadcast) – 4:11
5. Can't Stop, Gotta Date With Hate – 3:42
6. Can't Catch Tomorrow (Good Shoes Won't Save You This Time) – 3:36
7. Everybody's Screaming!!! – 3:52
8. Broken Hearts, Torn Up Letters and the Story of a Lonely Girl – 4:04
9. 4:AM Forever – 4:27
10. For All These Times Son, for All These Times – 3:54
11. Heaven for the Weather, Hell for the Company – 4:13
12. Always All Ways (Apologies, Glances and Messed Up Chances) – 4:25

## Singles
L'album comporte quatre singles :
1. A Town Called Hypocrisy
2. Rooftops
3. Can't Catch Tomorrow (Good Shoes Won't Save You This Time)
4. 4:AM Forever

Ces quatre chansons ont chacune leur clip vidéo.

## Certifications
| Pays              | Certification |
| ----------------- | ------------- |
| Royaume-Uni (BPI) | Platine       |